# Garlstorf
Garlstorf település Németországban, azon belül Alsó-Szászország tartományban. Lakosainak száma 1179 fő (2023. december 31.).

## Népesség
A település népességének változása:
| Lakosok száma | 1106 | 1097 | 1103 | 1185 | 1186 | 1179 |
|               | 2016 | 2017 | 2019 | 2021 | 2022 | 2023 |